# Beryli chloride
Beryli chloride là một hợp chất vô cơ có công thức hóa học BeCl2. Nó là một chất rắn không màu, hút ẩm, hòa tan tốt trong nhiều dung môi phân cực. Tính chất của nó tương tự như nhôm chloride, do mối quan hệ chéo của beryli với nhôm.

## Cấu trúc và tổng hợp
Beryli chloride được điều chế bằng phản ứng của kim loại với chlor ở nhiệt độ cao:
Be + Cl2 → BeCl2
BeCl2 cũng có thể được điều chế bằng cách khử oxide beryli oxide khi có chlor. BeCl2 có thể được điều chế bằng cách xử lý beryli bằng hydro chloride.
Chất rắn là một polymer 1 chiều bao gồm các tứ diện chia sẻ cạnh. Ngược lại, BeF2 là một polymer 3 chiều, có cấu trúc gần giống với thạch anh. Trong pha khí, BeCl2 tồn tại cả dưới dạng monome tuyến tính và dimer cầu nối với hai nguyên tử chlor bắc cầu trong đó nguyên tử beryllium là 3 tọa độ. Hình dạng tuyến tính của dạng đơn phân được dự đoán bởi lý thuyết VSEPR. Hình dạng tuyến tính tương phản với các dạng đơn phân của một số dihalide của các thành viên nặng hơn của nhóm 2, ví dụ CaF2, SrF2, BaF2, SrCl2, BaCl2, BaBr2 và BaI2, tất cả đều phi tuyến tính.

## Phản ứng
Beryllium chloride ổn định trong không khí khô. Beryli chloride là một acid Lewis và đã được sử dụng làm chất xúc tác trong một số phản ứng hữu cơ. Nó bị thủy phân, tạo ra hydro chloride:
BeCl2 + 2H2O → Be(OH)2 + 2HCl
Nó tạo thành tetrahydrat, BeCl2·4H2O ([Be(H2O)4]Cl2). BeCl2 cũng hòa tan trong các dung môi oxy như ete.

## Các ứng dụng
Beryli chloride được sử dụng làm nguyên liệu cho quá trình điện phân beryli và làm chất xúc tác cho các phản ứng Friedel-Crafts.

## Độc tính
Giống như tất cả các hợp chất beryli, BeCl2 có độc tính cao.